# Friedenskirche (Berlin-Friedenau)

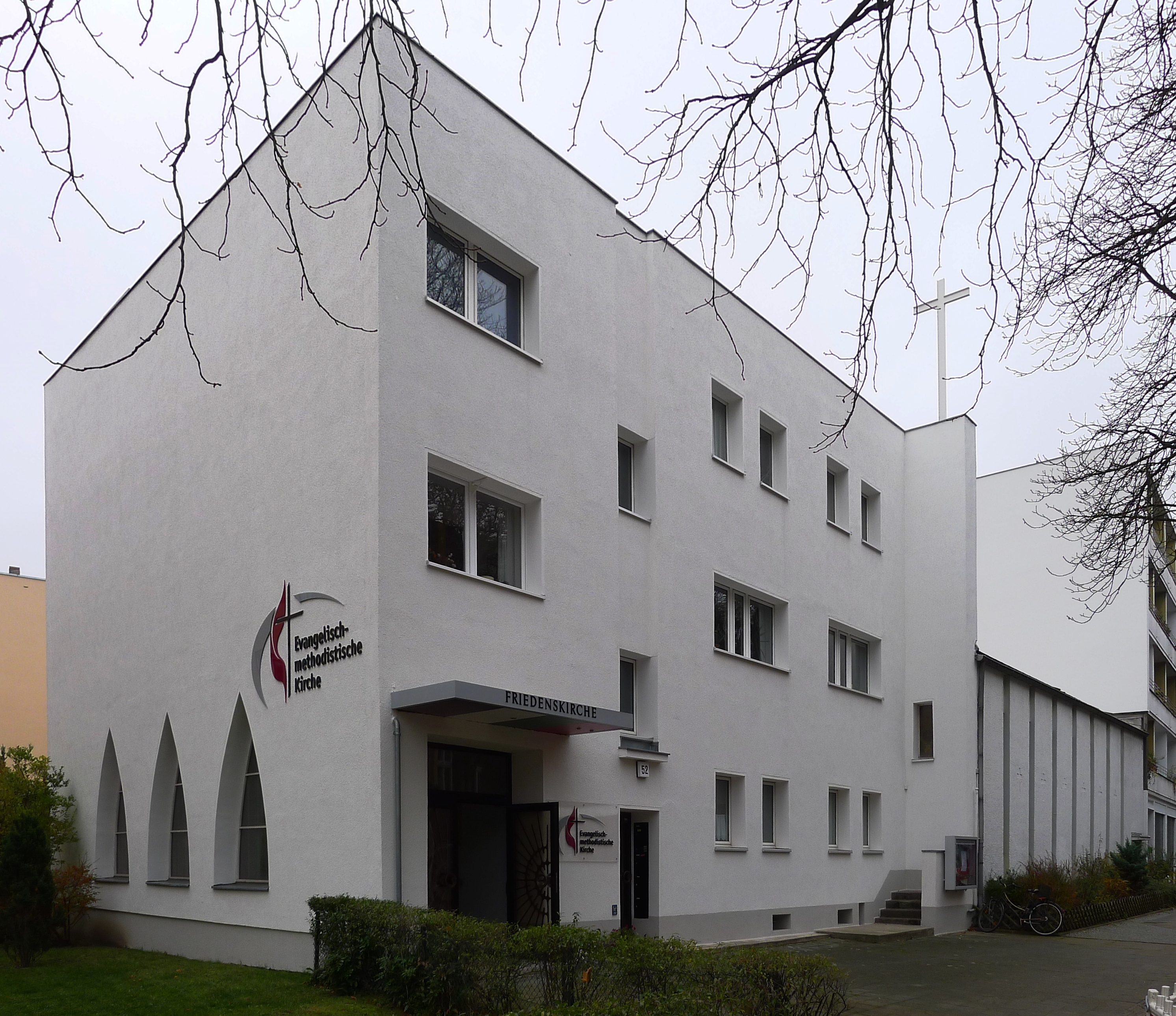
Friedenskirche

Die evangelisch-methodistische Friedenskirche, nach dem Entwurf von Karl Gerhard Witte 1949–1950 gebaut, steht in der Handjerystraße 52 im Berliner Ortsteil Friedenau des heutigen Bezirks Tempelhof-Schöneberg. Sie ist der erste nach Ende des Zweiten Weltkrieges errichtete massive Kirchenbau in Berlin.

## Geschichte
Die evangelisch-methodistische Kirchengemeinde in Friedenau gibt es seit 1905. Zunächst traf sich die methodistische Glaubensgemeinschaft, sie bestand überwiegend aus Hausbediensteten in herrschaftlichen Privathaushalten, zu Hausgottesdiensten in Wohnungen. Nach dem Zweiten Weltkrieg kamen die Mitglieder der Gemeinde aus allen gesellschaftlichen Schichten. Da die Gemeinde keine Gelder von der evangelischen Kirche oder von der öffentlichen Verwaltung erhielt, war sie zusätzlich auf Spenden aus den Vereinigten Staaten angewiesen, um ihr eigenes Kirchengebäude bauen zu können.

## Baubeschreibung
Das Gemeindezentrum besteht aus einem Gebäudekomplex. Der Baukörper mit dem Gottesdienstraum steht in geschlossener Bauweise mit dem benachbarten Haus. Auf der anderen Seite, aus der Baulinie etwas zurückgesetzt, schließt sich ein dreigeschossiges Wohngebäude an. Auf der Wand zwischen beiden Baukörpern erhebt sich ein großes Metallkreuz. Der Gottesdienstraum ist mit einem weiteren Baukörper verbunden, der in die Tiefe des Grundstücks ragt. In ihm liegt der Gemeindesaal. Das mit einem Flachdach bedeckte Wohngebäude enthält das Portal. Eine Treppe führt in einen kleinen Vorraum. Dahinter liegt ein großes Foyer mit Fenstern zum Hof, das auch als Kirchencafé dient. Der Baukörper mit dem Gottesdienstraum, dieser hat eine flache Decke, trägt ein Satteldach. An seiner Längsseite zur Straße hat er schmale, hohe Fenster. Eine  zweiteilige Falttür an der anderen Seite führt in den Gemeindesaal. Sein Baukörper ist ein Stahlbetonskelettbau, die Rahmen des Tragwerks unter dem Satteldach sind innen sichtbar. Er hat nur Fenster auf der Seite, die der Baugrenze zum Nachbargrundstück gegenüberliegt.